# Visions (BZN)
Visions is het zestiende reguliere album van de Volendamse band BZN. Het werd oorspronkelijk alleen op langspeelplaat en muziekcassette uitgebracht, maar later ook op cd. Het verscheen in 1987 en bleef 30 weken in de albumlijsten staan.
Op dit album staat naast tien andere nummers ook de hit Amore, die de 6de plaats in de Nederlandse Top 40 bereikte.

## Achtergrond
Het album kreeg tweemaal platina. Al voordat er exemplaren van in de winkel lagen, werd het beloond met goud en platina: er waren voor de verschijningsdatum reeds meer dan 100.000 albums besteld. Later werd er nog een keer platina gehaald, wat betekent dat dit album meer dan 200.000 keer over de toonbank ging. De gelijknamige tournee die de band door Nederland maakte, was uitverkocht.
Het album werd in 1988, samen met enkele nummers van het album Heartbreaker (uitgebracht in 1986), ook uitgebracht in Zuid-Afrika. Dit betekende het begin van het succes van BZN in dit land.
Het Nederlandse succes van de plaat is mede te danken aan de belangstelling die de band kreeg na het herseninfarct van zangeres Carola Smit, in april 1987. Bijzonder aan het album is dat Smit de ene helft van de plaat voor dit dieptepunt inzong en de tweede helft erna.
Voor dit album werd ook een muziekspecial gemaakt in Marokko.
Visions is tevens de laatste plaat waarop de broers Cees en Thomas Tol volledig meespelen. Zij stoppen in het voorjaar van 1988 met de band en worden vervangen door Dick Plat en de in 2004 overleden Dirk van der Horst.

## Tracklist
1. Amore [Th. Tol/J. Tuijp/C. Tol]
2. Livin' in a world of love [Th. Tol/J. Tuijp/C. Tol]
3. Chante [Th. Tol/J. Keizer]
4. Marrakesh [Th. Tol/J. Tuijp/C. Tol]
5. Blue blue day [Th. Tol/J. Tuijp/C. Tol]
6. This is my life [Th. Tol/J. Tuijp/C. Tol]
7. Les mémoires de survivance [Th. Tol/J. Keizer]
8. Subject of my rhyme [Th. Tol/J. Tuijp/C. Tol]
9. For your eyes only [Th. Tol/J. Tuijp/C. Tol]
10. You're my shelter [Th. Tol/J. Tuijp/C. Tol]
11. The Horizon [Th. Tol/J. Tuijp/C. Tol]